# هيسوك هيروناكا
هيسوك هيروناكا (باليابانية: 広中平祐) هو عالم رياضيات ياباني ولد في 9 أبريل 1931

 في ياماغوتشي، اليابان ، حائز على جائزة وسام فيلدز.

## وصلات خارجية
- الموقع الرسمي لجائزة وسام فيلدز